# 군산시·옥구군·이리시·익산군
군산시·옥구군·이리시·익산군은 대한민국의 옛 국회의원 선거구이다. 당시 전라북도 군산시, 옥구군, 이리시, 익산군 지역을 관할했다.

## 역사
제9대 국회의원 선거를 앞두고 군산시·옥구군 선거구와 이리시·익산군 선거구가 합쳐지면서 신설되었다.
제11대 국회의원 선거를 앞두고 군산시·옥구군 선거구와 이리시·익산군 선거구로 다시 분리되면서 폐지되었다.

## 역대 국회의원
| 선거   | 정당 | 정당       | 1위 의원 | 정당 | 정당       | 2위 의원 |
| ------ | ---- | ---------- | -------- | ---- | ---------- | -------- |
| 1973년 |      | 민주공화당 | 채영철   |      | 신민당     | 김현기   |
| 1978년 |      | 신민당     | 김현기   |      | 민주공화당 | 채영철   |

## 역대 선거 결과

### 대한민국 제9대 국회의원 선거
|  | 41.72% |

|  | 29.19% |

|  | 16.20% |

|  | 12.87% |

### 대한민국 제10대 국회의원 선거
|  | 27.50% |

|  | 25.37% |

|  | 23.67% |

|  | 10.33% |

|  | 5.96% |

|  | 3.68% |

|  | 3.45% |